# Guebenhouse
Guebenhouse é uma comuna francesa na região administrativa de Grande Leste, no departamento de Mosela. Estende-se por uma área de 4,46 km². Em 2010 a comuna tinha 425 habitantes (densidade: 95,3 hab./km²).